# CD Palestino
Club Deportivo Palestino – chilijski klub piłkarski z siedzibą w mieście Santiago, grający obecnie w Primera División.

## Historia
Klub został założony 20 sierpnia 1920, jako Palestino Football Club, przez grupę imigrantów w hołdzie dla kultury palestyńskiej. W Chile istnieje jedna z największych diaspor palestyńskich na świecie, szacuje się, że w tym kraju żyje ok. 500.000 Palestyńczyków. Po założeniu dołączył do ligi Asociación de Football de Santiago, w której uczestniczył do 1923 roku. W następnym roku klub zmienił nazwę na Palestina Sport Club, ze względu na chęć otworzenia nowych sekcji sportowych, a głównym sportem, który wysunął się na czoło, był tenis.
W 1939 członkowie Palestina Sport Club zdecydowali się połączyć z Club Palestino, amatorskim klubem sportowym, który powstał w 1938. Połączenie obu klubów zostało przypieczętowane 8 sierpnia 1941, a jako nazwę przyjęto Club Deportivo Palestino, która obowiązuje do dziś. Od tego czasu w klubie zaczęto uprawiać sporty takie jak koszykówka czy hokej na wrotkach. W tym samym czasie, gdy rozwijały się inne sporty, zrodził się pomysł założenia nowej, w pełni profesjonalnej drużyny piłkarskiej. Pomysł przerodził się w czyn 19 czerwca 1949, kiedy ta sekcja została zreorganizowana w celu konkurowania na szczeblu ogólnokrajowym.

### Historia nazw
- 1920–1924: Palestino Football Club
- 1924–1941: Palestina Sport Club
- od 1941: Club Deportivo Palestino

## Osiągnięcia

### Krajowe
- Primera División

| zwycięstwo (2):     | 1955, 1978                 |
| drugie miejsce (4): | 1953, 1974, 1986, 2008 (C) |

- Copa Chile

| zwycięstwo (3):     | 1975, 1978, 2018 |
| drugie miejsce (2): | 1985, 2014/15    |

- Supercopa de Chile

| zwycięstwo (0):     | –    |
| drugie miejsce (1): | 2019 |

## Symbole

### Barwy
Klub nazywany jest trójkolorowymi (hiszp. tricolores), ze względu na używane biało-zielono-czerwone barwy. Palestino używa również czarnego koloru, w którym to zwykle są koszulki wyjazdowe. Te cztery kolory to barwy panarabskie.

### Logotyp
W latach 80. drużyna używała plakietki z flagą Palestyny i nazwą klubu. Obecnie logotypem klubu jest tarcza herbowa, podzielona na 3 sekcje, w kolorach białym, zielonym i czerwonym, które są przecięte czarną szarfą z nazwą klubu „Palestino” zapisaną białymi literami. Emblematowi towarzyszą zazwyczaj dwie złote gwiazdki, umieszczone ponad nim, które reprezentują dwa tytuły mistrza kraju.

### Flaga
Kibice klubu często używają flagi Palestyny. Pojawia się ona na trybunach, podczas meczów zespołu.

### Hymn
Hymn klubu został napisany i wykonany w 1958 przez chilijskiego muzyka Luisa Dimasa, piosenkarza gatunku Nueva ola, który jest palestyńskiego pochodzenia. Swoją wersje hymnu, nagrała również punkowa grupa Los Miserables.

## Znaczenie międzynarodowe
Palestino jest uznawany na całym świecie jako wsparcie dla Palestyny, które zmaterializowało się poprzez różne działania klubu i jego kibiców. Mimo upływu czasu i znacznej odległości geograficznej, jaka dzieli chilijski klub od ziemi, którą reprezentuje, udało się utrzymać mocną więź. Z tego powodu mecze klubu są śledzone nie tylko w Chile, ale także w krajach arabskich, gdzie są transmitowane przez katarską sieć telewizyjną Al-Dżazira.